# Дьяково (Кашинский район)
Дьяково — деревня в Кашинском городском округе Тверской области.

## География
Деревня находится в 7 км на север от города Кашина.

## История
В 1784 году в селе была построена каменная Михаило-Архангельская церковь с 3 престолами, метрические книги с 1780 года. 
В конце XIX — начале XX века село входило в состав Козьмодемьяновской волости Кашинского уезда Тверской губернии.
С 1929 года деревня входила в состав Пестриковского сельсовета Кашинского района Кимрского округа Московской области, с 1935 года — в составе Калининской области, с 1994 года — в составе Пестриковского сельского округа, с 2005 года — в составе Пестриковского сельского поселения, с 2018 года — в составе Кашинского городского округа.

## Население
| 1859 | 1889 | 2002 | 2010 |
| ---- | ---- | ---- | ---- |
| 143  | ↗157 | ↘4   | ↘1   |